# Anomophysis alorensis
Anomophysis alorensis là một loài bọ cánh cứng trong họ Cerambycidae.